# イルクート川
イルクート川（イルクートがわ、ブリヤート語: Эрхүү гол、モンゴル語: Эрхүү гол、ロシア語: Река Иркут）は、ロシアのブリヤート共和国とイルクーツク州を流れる河川である。アンガラ川左岸の支流で、長さは488km、流域面積は15,000平方キロメートルにおよぶ。10月の終わりから11月中旬にかけて凍り、4月の終わりから5月初めまで氷に閉ざされる。イルクート川とアンガラ川の交流地点にイルクーツクがある。